# Australische Davis-Cup-Mannschaft
Die australische Davis-Cup-Mannschaft ist die Tennisnationalmannschaft Australiens, die das Land im Davis Cup vertritt. Der Davis Cup ist der wichtigste Wettbewerb für Nationalmannschaften im Herren-Tennis, analog zum Fed Cup bei den Damen. Mit insgesamt 28 Siegen zählt sie nach der US-amerikanischen Mannschaft zu den erfolgreichsten Nationalmannschaften im Tennis.

## Geschichte
Australien nimmt seit 1905 am Davis Cup teil. Zu Beginn stellten Australien und Neuseeland eine gemeinsame Mannschaft, bekannt als australasiatische Mannschaft. Bereits 1907 konnte das erste Finale gegen das Vereinigte Königreich erreicht werden, das 3:2 für Australien ausging. Der Erfolg konnte in den beiden Folgejahren und 1911 wiederholt werden, diesmal gegen die Vereinigten Staaten. Ab 1912 trat Australien als eigenständiges Land ohne Neuseeland im Davis Cup an. 1914 und 1919 konnten weitere Siege gefeiert werden.
Ab 1920 dominierten die Vereinigten Staaten, Frankreich und das Vereinigte Königreich jeweils nacheinander den Davis Cup. Australien gelang es in dieser Zeit sechs Mal das Finale zu erreichen, die alle verloren gingen. 1939 gewann die Mannschaft nach 20 Jahren wieder ein Finale, diesmal gegen die Vereinigten Staaten mit 3:2.
Nach dem Zweiten Weltkrieg begann für die australische Mannschaft eine längere Phase der Dominanz. Von 1950 bis 1967 gewann sie insgesamt 15 Mal den Davis Cup. Nach dem Sieg 1973 gegen die Vereinigten Staaten, konnte Australien noch fünf weitere Male gewinnen, u. a. gegen Schweden, Frankreich und zuletzt 2003 gegen die spanische Mannschaft.
Erfolgreichster Einzelspieler ist Lleyton Hewitt, der von 56 Partien 42 gewann. Im Doppel waren Todd Woodbridge und Mark Woodforde mit 14:2 Siegen erfolgreichstes Duo.

## Finalteilnahmen
Die Ergebnisse der Finalteilnahmen werden aus australischer Sicht angegeben.
| Jahr | Finalort      | Finalgegner        | Ergebnis |
| ---- | ------------- | ------------------ | -------- |
| 1907 | London        | Britische Inseln   | 3:2      |
| 1908 | Melbourne     | Vereinigte Staaten | 3:2      |
| 1909 | Sydney        | Vereinigte Staaten | 5:0      |
| 1911 | Christchurch  | Vereinigte Staaten | 5:0      |
| 1912 | Melbourne     | Britische Inseln   | 2:3      |
| 1914 | New York City | Vereinigte Staaten | 3:2      |
| 1919 | Sydney        | Großbritannien     | 4:1      |
| 1920 | Auckland      | Vereinigte Staaten | 0:5      |
| 1922 | New York City | Vereinigte Staaten | 1:4      |
| 1923 | New York City | Vereinigte Staaten | 1:4      |
| 1924 | Philadelphia  | Vereinigte Staaten | 0:5      |
| 1936 | London        | Großbritannien     | 2:3      |
| 1938 | Philadelphia  | Vereinigte Staaten | 2:3      |
| 1939 | Haverford     | Vereinigte Staaten | 3:2      |
| 1946 | Melbourne     | Vereinigte Staaten | 0:5      |
| 1947 | New York City | Vereinigte Staaten | 1:4      |
| 1948 | New York City | Vereinigte Staaten | 0:5      |
| 1949 | New York City | Vereinigte Staaten | 1:4      |
| 1950 | New York City | Vereinigte Staaten | 4:1      |
| 1951 | Sydney        | Vereinigte Staaten | 3:2      |
| 1952 | Adelaide      | Vereinigte Staaten | 4:1      |
| 1953 | Melbourne     | Vereinigte Staaten | 3:2      |
| 1954 | Sydney        | Vereinigte Staaten | 2:3      |
| 1955 | New York City | Vereinigte Staaten | 5:0      |

| Jahr | Finalort         | Finalgegner        | Ergebnis |
| ---- | ---------------- | ------------------ | -------- |
| 1956 | Adelaide         | Vereinigte Staaten | 5:0      |
| 1957 | Melbourne        | Vereinigte Staaten | 3:2      |
| 1958 | Brisbane         | Vereinigte Staaten | 2:3      |
| 1959 | New York City    | Vereinigte Staaten | 3:2      |
| 1960 | Sydney           | Italien            | 4:1      |
| 1961 | Melbourne        | Italien            | 5:0      |
| 1962 | Brisbane         | Mexiko             | 5:0      |
| 1963 | Adelaide         | Vereinigte Staaten | 2:3      |
| 1964 | Cleveland        | Vereinigte Staaten | 3:2      |
| 1965 | Sydney           | Spanien            | 4:1      |
| 1966 | Melbourne        | Indien             | 4:1      |
| 1967 | Brisbane         | Spanien            | 4:1      |
| 1968 | Adelaide         | Vereinigte Staaten | 1:4      |
| 1973 | Cleveland        | Vereinigte Staaten | 5:0      |
| 1977 | Sydney           | Italien            | 5:0      |
| 1983 | Melbourne        | Schweden           | 3:2      |
| 1986 | Melbourne        | Schweden           | 3:2      |
| 1990 | Saint Petersburg | Vereinigte Staaten | 2:3      |
| 1993 | Düsseldorf       | Deutschland        | 1:4      |
| 1999 | Nizza            | Frankreich         | 3:2      |
| 2000 | Barcelona        | Spanien            | 1:3      |
| 2001 | Melbourne        | Frankreich         | 2:3      |
| 2003 | Melbourne        | Spanien            | 3:1      |